# Center for Biological Diversity
O Center for Biological Diversity (em português: Centro para a Diversidade Biológica), com sede em Tucson, Arizona, é uma organização sem fins lucrativos com cerca de 625 000 membros e ativistas online, conhecida por seu trabalho de proteger espécies ameaçadas de extinção através de ação judicial, petições científicas, mídia criativa e ativismo de base. O Centro tem escritórios e funcionários em diversos estados americanos. Foi fundada em 1989 por Kieran Suckling, Peter Galvin, Todd Schulke e Robin Silver.